# Derrière les barreaux (série télévisée)
Pour les articles homonymes, voir Vis a vis.
Derrière les barreaux (Vis a vis) est une série télévisée espagnole en quarante épisodes d'environ 75 minutes diffusée entre le 20 avril 2015 et le 4 février 2019 sur la chaîne Antena 3 pour les deux premières saisons, puis sur Fox (es) .
En France‚ les épisodes ont été redécoupés et diffusés depuis le 22 juillet 2018 sur Téva. En Belgique, elle est disponible en VO sur Auvio (RTBF) en 2019, et au Québec, elle est disponible sur Netflix. Elle reste inédite dans les autres pays francophones.
Lorsque le concept de la série a été annoncé, elle a immédiatement été comparée à la série américaine Orange Is the New Black, certaines accusations de plagiat ont même fait surface. Mais dès la projection des premiers épisodes aux critiques, ceux-ci ont noté la nette différence de ton. Si Orange Is the New Black est une comédie dramatique, Derrière les barreaux est clairement un thriller. Cette dernière a reçu un accueil favorable et a connu un certain succès en Espagne,,.
Le titre original est un terme d'argot que l'on peut traduire par « visite conjugale ».

## Synopsis
Macarena Ferreiro tombe amoureuse de son patron, un homme marié plus âgé qu'elle, qui l’entraîne à commettre une série de fraudes comptables en sa faveur. Est accusée de plusieurs crimes et emprisonnée dans la prison pour femmes Cruz del Sur.
En plus du choc psychologique, Macarena découvre que beaucoup de prisonnières sont à la recherche de neuf millions d’euros volés quelques années plus tôt par une des femmes incarcérées dans l’établissement, et jamais retrouvés… Coup de chance ou malédiction, Macarena tombe par hasard sur une piste pouvant résoudre ce mystère et payer sa caution, mais au péril de sa vie car la terrible Zulema est prête à tout pour réussir son évasion…

## Fiche technique
- Titre original : Vis a vis
- Titre français : Derrière les barreaux
- Création : Iván Escobar, Esther Martínez Lobato, Alex Pina et Daniel Écija
- Réalisation : Jesús Colmenar, Jesús Rodrigo, Sandra Gallego, David Molina Encinas
- Scénario :
- Musique : Manel Santisteban et Iván Martínez Lacámara
  - Paroles et interprétation de la chanson Agnus Dei : Cecilia Krull
- Photographie :
- Production :
- Sociétés de production : Atresmedia et Globomedia
- Année de création : 2015
- Durée des épisodes : 75 minutes
- Nombre de saisons : 4
- Genre : drame, thriller
- Pays de production :  Espagne
- Chaîne d'origine : Antena 3
- Langue originale : espagnol

## Distribution

### Personnages principaux
- Maggie Civantos[5] (VF : Marie Giraudon) : Macarena Ferreiro
- Najwa Nimri (VF : Dominique Vallée) : Zulema Zahir
- Roberto Enríquez : Fabio Martínez
- Alberto Velasco (VF : Tony Joudrier) : Antonio Palacios
- Cristina Plazas (VF : Juliette Degenne) : Miranda Aguirre
- Ramiro Blas (VF : Philippe Catoire) : Dr Carlos Sandoval
- Carlos Hipólito (VF : Patrick Préjean) : Leopoldo Ferreiro
- María Salgueiro (VF : Martine Irzenski) : Encarna Molina
- Daniel Ortiz (VF : Stéphane Ronchewski) : Román Ferreiro
- Berta Vázquez (VF : Karine Foviau) : Estefanía Kabila « Rizos »
- Alba Flores (VF : Céline Ronté) : Saray Vargas de Jesús
- María Isabel Díaz (VF : Odile Schmitt) : Soledad « Sole » Núñez
- Inma Cuevas (VF : Laetitia Lefebvre) : Ana Belén Vila dite Anabel
- Marta Aledo (VF : Virginie Ledieu) : Teresa González dite Tere
- Laura Baena (VF : Véronique Alycia) : Antonia Trujillo
- Harlys Becerra (VF : Yann Peira) : Ismael Valbuena
- Jesús Castejón (VF : Pascal Casanova) : Inspector Damián Castillo

### Personnages secondaires
- Saison 1
  - Belén Cuesta : Yolanda Montero
  - Dunia Rodríguez (VF : Zina Khakhoulia) : María Prieto Téllez «Casper»
  - Ana Labordeta : Paloma Garrido «La gouvernante»
  - Marcos Zhang : Inspecteur Ling Chun
  - Alexia Mimiaga : Lucía
  - Adryen Mehdi (VF : François Santucci) : Hanbal Hamadi «El Egipcio»
  - Ramón Rados : Simón
  - Sonia Almarcha : Lidia
  - Irene Arcos : Carolina
  - Hakim Noury : Karim «El Syrio»
- Saison 2
  - Sara Vidorreta : Amaia Jiménez
  - Olivia Delcán : Cristina Marquina "Bambi"
  - Verónika Moral : Helena Martín
  - Mona Martínez : Carlota, la gouvernante
- Saison 3
  - Luis Callejo : Andrés Frutos
  - Ruth Díaz : Mercedes Carillo
  - Adriana Paz : Alta gracia Guerrero
  - Huichi Chiu : Akame
  - Abril Zamora : Luna Garrido
  - Ana Marzoa : Prudencia Mosqueira "Pruden"
  - Itziar Castro : Goya Fernández
  - Javier Lara : Álex Monconda
  - Zaira Pérez : Nuria Millán
  - Irene Anula : Nerea Rojas

- Saison 4
  - Claudia Riera : Triana
  - Lisi Linder : Mónica
  - Isabel Naveira : Flaca

 Source et légende : version française (VF) sur RS Doublage

## Épisodes

### Première saison (2015)
Diffusion originale
1. P*** de cachottière (Un mal día)
2. Cousu de fil blanc (Cosiendo a campanilla)
3. Contre mauvaise fortune, bon cœur (Lo que sucede, conviene)
4. À l'air libre (Un día de campo)
5. Affaire de famille (La cruda realidad)
6. Les Mains liées (Te vendrán a buscar…)
7. Course contre la montre (A las cinco en punto de la tarde)
8. Bonne pioche (Pretty Woman)
9. Œil pour œil (Negra, negrita, negrata)
10. Un chat sur un toit brûlant (Gato gris)
11. Fuite en avant (El principio de las tortugas)

Diffusion française
1. Envers et contre toutes
2. Un mensonge de trop
3. Cousu de fil blanc
4. Contre mauvaise fortune, bon cœur
5. Affaire de famille
6. À l'air libre
7. Course contre la montre
8. Bonne pioche
9. Les mains liées
10. L'Empire des sens
11. Purifie ton âme
12. Pretty Woman
13. Œil pour œil
14. Un chat sur un toit brûlant
15. Ainsi soit-il
16. Fuite en avant

### Deuxième saison (2016)
1. Le Singe armé (A un mono, dos pistolas)
2. C'est bon de rentrer chez soi (Hogar, dulce hogar)
3. La Poule aux œufs d'or (La gallinita)
4. Un cadavre dans le coffre (La teoría de Darwin)
5. Dans la ligne de mire (En la línea de fuego)
6. Les Babouins (Los Mandriles)
7. Sortie (Bon appétit)
8. La vie continue (La vida sigue)
9. Les Doigts brûlés (Pillarse los dedos)
10. Péchés et confusion (Pecados y confusiones)
11. La Sainte des causes désespérées (Patrona de los desamparados)
12. Des bananes et du citron (Plátano y limón)
13. Liquide (Líquido)

### Troisième saison (2018)
1. Cruz del Norte
2. Très facile ou très dur (Muy fácil o muy difícil)
3. Un grain de riz (Un grano de arroz)
4. Comme un drapeau de pirate (La bandera en el muro)
5. Elle ne manquera à personne (Alguien a quien le importas una mierda)
6. Six mois, c'est long (Seis meses dan para mucho)
7. Encore un peu gamines (Fuimos niñas)
8. Ce qu'on sait des monstres (Lo que sabemos de los monstruos)

### Quatrième saison (2019)
1. La Barbie (La Barbie)
2. L'Évasion (La fuga)
3. Un seuil de douleur (El umbral del dolor)
4. Maman (Mamá)
5. Trahison (Traición)
6. Mauvaise personne (Mala persona)
7. Retour au bercail (Vuelta a casa)
8. La Marée jaune (La marea amarilla)

## Diffusion internationale
Au Royaume-Uni, la série est diffusée depuis mai 2016 sur Channel 4 sous le label Walter Presents (en).